# Костецкая, Ольга Ивановна
Ольга Ивановна Костецкая (до замужества — Двирна; род. 11 февраля 1953, Васютинцы, Полтавская область) — советская легкоатлетка, специализирующаяся в беге на средние дистанции и кроссе. Чемпионка Европы 1982 года. Пятикратная чемпионка СССР (1972, 1978, 1982, 1983). Заслуженный мастер спорта СССР (1982). Тренер высшей категории.

## Биография
Ольга Ивановна Двирна родилась 11 февраля 1953 года в селе Васютинцы, Черкасская область, Украинская ССР. Начала заниматься лёгкой атлетикой с 15 лет под руководством учителя физкультуры Анатолия Колесникова. В 1970 году окончила школу № 2 в Гуково (Ростовская область). Училась в Ивановском педагогическом институте и Ленинградском институте советской торговли, в 1988 году окончила педагогический факультет ГДОИФК им. П. Ф. Лесгафта.
В 1970 году выиграла всесоюзный кросс на призы газеты «Правда» среди девушек 17—18 лет, чемпионат РСФСР и СССР среди девушек, завоевала бронзовую медаль на чемпионате Европы среди юниоров. В 1972 году на чемпионате СССР выполнила норматив мастера спорта. Тренировалась под руководством Николая Малышева, который привёл Ольгу к победе на чемпионате Европы 1982 года. С 1972 по 1984 год входила в сборную СССР.
После окончания спортивной карьеры стала тренером по лёгкой атлетике. Преподавала в ГБОУ ДОД СДЮСШОР «Академия лёгкой атлетики Санкт-Петербурга». Наиболее известной её воспитанницей является собственная дочь, Екатерина Костецкая, которая специализируется в беге на короткие и средние дистанции — участница двух Олимпиад (2008, 2012), двукратная чемпионка России 2011 года (800 и 1500 м), двукратная чемпионка России в эстафете 4×400 м (2004, 2010).
Главный тренер в школе бега «ProRunning» в Санкт-Петербурге.
В 2012 году удостоена премии Правительства Санкт-Петербурга «За достижение высоких спортивных результатов на официальных международных и всероссийских соревнованиях».

### Личная жизнь
После того как вышла замуж за Александра Костецкого, взяла его фамилию. Есть дочь — Екатерина Костецкая (род. 1986).

## Основные результаты

### Международные
| Год  | Соревнования                                     | Место проведения    | Дисциплина       | Место | Результат  |
| ---- | ------------------------------------------------ | ------------------- | ---------------- | ----- | ---------- |
| 1970 | Чемпионат Европы среди юниоров                   | Коломб, Франция     | 1500 м           | 3     | 4:28,37    |
| 1970 | Чемпионат Европы среди юниоров                   | Коломб, Франция     | эстафета 4×400 м | 6     | 3:50,1     |
| 1971 | Матч СССР — ГДР (юниоры)                         | Нойбранденбург, ГДР | 1500 м           | 1     | 4:27,0     |
| 1974 | Матч СССР — США в помещении                      | Москва, СССР        | 1500 м           | 2     | 4:23,4     |
| 1974 | Матч СССР — ФРГ — Франция                        | Штутгарт, ФРГ       | 1500 м           | 4     | 4:18,38    |
| 1975 | Матч СССР — США в помещении                      | Ричмонд, США        | 1 миля           | 3     | 4:50,6     |
| 1975 | Кубок Европы (1/2 финала)                        | Будапешт, Венгрия   | 1500 м           | 2     | 4:13,3     |
| 1976 | Чемпионат мира по бегу по пересечённой местности | Чепстоу, Уэльс      | 4,8 км           | 29    | 17:31      |
| 1976 | Матч СССР — США в помещении                      | Ленинград, СССР     | 1500 м           | 2     | 4:21,2     |
| 1976 | Матч СССР — Великобритания                       | Киев, СССР          | 1500 м           | 3     | 4:07,09    |
| 1976 | Матч Польша — ГДР — СССР                         | Варшава, Польша     | 1500 м           | 2     | 9:01,37    |
| 1979 | Летняя Универсиада                               | Мехико, Мексика     | 800 м            | 2     | 2:00,77    |
| 1979 | Летняя Универсиада                               | Мехико, Мексика     | 1500 м           | 2     | 4:14,5     |
| 1981 | Матч СССР — ГДР                                  | Тбилиси, СССР       | 3000 м           | 1     | 8:45,60    |
| 1981 | Матч СССР — США                                  | Ленинград, СССР     | 1500 м           | 2     | 4:02,00    |
| 1981 | Летняя Универсиада                               | Бухарест, Румыния   | 1500 м           | 3     | 4:06,39    |
| 1982 | Матч СССР — ГДР                                  | Котбус, ГДР         | 1500 м           | 1     | 3:59,31    |
| 1982 | Чемпионат Европы                                 | Афины, Греция       | 1500 м           | 1     | 3:57,80 CR |
| 1991 | Чемпионат Европы среди ветеранов                 | Доло, Мира, Италия  | 10 км            | 5     | 39:48      |

### Союзные
| Год  | Соревнования                                              | Место проведения | Дисциплина       | Место | Результат |
| ---- | --------------------------------------------------------- | ---------------- | ---------------- | ----- | --------- |
| 1970 | Всесоюзный кросс на призы газеты «Правда»                 | Москва           | 1000 м           | 1     | 2:50,1    |
| 1970 | Чемпионат СССР среди девушек                              | Орёл             | эстафета 4×400 м | 1     | 3:48,7 NR |
| 1971 | Кубок СССР в помещении                                    | Москва           | 800 м            | 1     | 2:11,7    |
| 1971 | Чемпионат СССР в помещении                                | Москва           | 1500 м           | 3     | 4:27,0    |
| 1971 | Всесоюзный кросс на призы газеты «Правда»                 | Москва           | 1000 м           | 1     | 3:02,7    |
| 1972 | Чемпионат СССР в помещении                                | Москва           | 1500 м           | 3     | 4:23,2    |
| 1972 | Чемпионат СССР по кроссу                                  | Ташкент          | 2 км             | 1     | 6:15,2    |
| 1972 | Всесоюзный кросс на призы газеты «Правда»                 | Кишинёв          | 1500 м           | 2     | 4:44,5    |
| 1972 | Чемпионат СССР                                            | Москва           | 1500 м           | 7     | 4:19,6    |
| 1973 | Всесоюзный кросс на призы газеты «Правда»                 | Вильнюс          | 1500 м           | 1     | 4:28,8    |
| 1973 | Финал всесоюзного профсоюзно-комсомольского кросса        | Паланга          | 2000 м           | 1     | 6:27,6    |
| 1973 | Мемориал братьев Знаменских                               | Ленинград        | 1500 м           | 3     | 4:23,1    |
| 1974 | Чемпионат СССР в помещении                                | Москва           | 1500 м           | 2     | 4:22,6    |
| 1974 | Чемпионат СССР                                            | Москва           | 1500 м           | 4     | 4:14,1    |
| 1975 | Чемпионат СССР (Спартакиада народов СССР)                 | Москва           | 1500 м           | 2     | 4:12,0    |
| 1976 | Чемпионат СССР в помещении                                | Москва           | 3000 м           | 2     | 9:14,3    |
| 1976 | Чемпионат СССР                                            | Киев             | 1500 м           | 3     | 4:08,9    |
| 1976 | «День бегуна»                                             | Подольск         | 1500 м           | 4     | 4:03,3    |
| 1978 | Чемпионат СССР                                            | Тбилиси          | 1500 м           | 1     | 4:02,8    |
| 1978 | Чемпионат СССР                                            | Тбилиси          | эстафета 4×800 м | 1     | 8:01,9    |
| 1979 | Всесоюзный кросс на призы газеты «Правда»                 | Ереван           | 2000 м           | 5     | 6:36,4    |
| 1979 | Чемпионат СССР (Спартакиада народов СССР)                 | Москва           | 1500 м           | 3     | 4:01,4    |
| 1979 | Чемпионат СССР (Спартакиада народов СССР)                 | Москва           | эстафета 4×800 м | 3     | 8:04,9    |
| 1979 | Мемориал братьев Знаменских                               | Каунас           | 1500 м           | 1     | 4:00,8    |
| 1980 | Чемпионат СССР в помещении                                | Москва           | 1500 м           | 2     | 4:08,3    |
| 1980 | Кубок СССР                                                | Волгоград        | 1500 м           | 2     | 4:11,0    |
| 1980 | Чемпионат Ленинграда                                      | Ленинград        | 800 м            | 1     | 2:00,3    |
| 1980 | Чемпионат СССР                                            | Донецк           | 1500 м           | 5     | 4:05,6    |
| 1980 | Чемпионат СССР                                            | Донецк           | эстафета 4×800 м | 3     | 7:56,9    |
| 1981 | Всесоюзные соревнования с участием зарубежных спортсменов | Москва           | 1500 м           | 1     | 3:58,60   |
| 1982 | Матч РСФСР — УССР — Москва — Ленинград                    | Сочи             | 3000 м           | 1     | 8:36,40   |
| 1982 | Мемориал братьев Знаменских                               | Москва           | 1500 м           | 1     | 4:01,85   |
| 1982 | Чемпионат СССР                                            | Киев             | 1500 м           | 1     | 3:54,23   |
| 1983 | Кубок СССР в помещении                                    | Москва           | 1000 м           | 8     | 2:39,76   |
| 1983 | Чемпионат СССР в помещении                                | Москва           | 3000 м           | 1     | 9:00,03   |
| 1983 | Мемориал братьев Знаменских                               | Москва           | 3000 м           | 1     | 8:46,24   |
| 1983 | Чемпионат СССР                                            | Москва           | 1500 м           | 6     | 4:05,73   |